# ワサシャッタ
ワサシャッタ（Wasashatta）は、古代メソポタミア、ミタンニの王。

## 略歴
ワサシャッタは、紀元前13世紀初頭のミタンニの王。
父シャットゥアラ1世と同じく、ワサシャッタはアッシリアの臣下であった。ワサシャッタは主君アダド・ニラリ1世（紀元前1295年～1263年（低年代説）に反乱を起こし、ヒッタイトに支援を求めた。アッシリアは反乱を鎮圧し、ハニガルバトを荒廃させた。王族は捕らえられてアッシュールに連行され、ワサシャッタの名は二度と聞かれなくなった。